# 삼성 웨이브 578
삼성 웨이브 578(Samsung Wave 578, Samsung S5780)은 삼성전자가 2011년 7월에 출시한 스마트폰이다.